# Керимов, Гасым Мамедович
Гасы́м Маме́дович (Гасым Мамед оглы) Кери́мов (1930, Гянджа, Азербайджан — 2016, Москва, Россия) — советский и российский исламовед. Доктор исторических наук, профессор. Один из авторов «Атеистического словаря».

## Биография
Родился в 1930 году в городе Гянджа Азербайджанской ССР в многодетной семье. Потомок семьи богословов, дед Керимова, Хаджи Шейх аль-Керам, захоронен в Медине. В 1948 году поступил в Азербайджанский государственный университет на восточный и филологический факультеты, где изучал арабский, персидский, а также английский языки. По окончании университета был призван на срочную воинскую службу военным переводчиком, отслужил пять лет вместо положенных двух.
В 1960 году становится аспирантом Института народов Азии АН СССР в Москве. Здесь под руководством крупного советского учёного Е. А. Беляева определяется основная область его исследований — исламоведение. Предметом своей кандидатской диссертации он, по совету Е. А. Беляева, избрал суфизм — мистико-аскетическое направление в исламе. В составе группы молодых ученых был командирован в Египет для усовершенствования в арабском языке и сбора материалов для диссертации. Учитывая специфику научных интересов Гасыма Мамедовича, Министерство высшего образования Египта направило его на стажировку в богословский университет Аль-Азхар, где он в течение двух лет слушал лекции и вёл исследования.
В 1964 году успешно защитил диссертацию на тему «Суфизм в ортодоксальном исламе и отношение к нему аль-Газали» — первое в отечественном религиоведении исследование, посвящённое этому направлению в исламе, выполненное на основе уникальных документов богословско-философской мысли средневекового ислама и трудов авторитетных мусульманских теологов XIX—XX вв. Правда, опубликовано оно было тиражом всего 850 экз. лишь спустя пять лет, к тому же не в Москве, а в Баку (в свободную продажу книга не поступила, разойдясь в основном по библиотекам и попав в руки тех, кто за ней настойчиво охотился).
Возвратившись в Баку по окончании аспирантуры, Г. М. Керимов до конца 1967 года работает в Институте народов Ближнего и Среднего Востока АН Азербайджанской ССР. Затем был приглашён в Москву в Институт научного атеизма АОН при ЦК КПСС.
В конце 1967 года он был приглашён в Москву для работы в Институте научного атеизма Академии общественных наук при ЦК КПСС, в котором все последующие 25 лет работы пользовался широкой творческой самостоятельностью и его научные интересы находили понимание и поддержку. За это время им были опубликованы, кроме книги «Аль-Газали и суфизм» (1969), фундаментальный труд «Шариат и его социальная сущность» (1978), а также монографии "Влияние ислама на общественно-политическую жизни народов Ближнего и Среднего Востока (1982), «Учение ислама о государстве и политике» (1986), а также более сотни научных статей.
В 1980 году Г. М. Керимов защитил докторскую диссертацию по теме «Шариат и его социальная сущность». В связи с отсутствием в диссертационном совете в Академии специалистов по исламу защита состоялась в Институте востоковедения АН СССР — там же, где 16 лет назад он защитил свою кандидатскую работу.
В 1970—80-е годы научный авторитет Гасыма Мамедовича в стране вырос чрезвычайно высоко: его приглашают для чтения лекций в университеты, на научные мероприятия, проводимые академическими институтами союзных республик, научно-практические конференции, организуемые обществом «Знание», к нему обращаются за консультацией партийные работники. Он пользуется признанием в научных и религиозных кругах за рубежом, являясь участником различного рода мероприятий, проводимых исследовательскими центрами Великобритании, Франции, США, Индии, Пакистана, Ирана и др. стран; он выступает в качестве эксперта по вопросам ислама в СССР и сотрудничает на постоянной основе с ЮНЕСКО, Центром изучения религии и культуры народов Советского Союза и Средней Азии (имеется в виду Центральная Азия — ред.) в Голландии, Центром изучения Оттоманской империи и истории мусульман — выходцев из Андалузии в Тунисе.
Многие годы руководил университетом исламской культуры при мечети «Ядран» в Центре традиционных религий в Отрадном.
Работал при ЦК КПСС в Академии общественных наук (в настоящее время это Российская академия государственной службы при Президенте РФ). Защита докторской диссертации на тему «Шариат и его социальная сущность» прошла в 1979 году. В московском издательстве «Восточная литература» его диссертация была издана как одноимённая книга (1978 год).
По сообщению В.Садура, эта книга является единственным советским изданием, повествующим об исламе непредвзято и объективно, чем и был вызван интерес к ней и её большая популярность.
Более 20 лет занимается преподаванием в МГУ на кафедре религиоведения философского факультета, им проводятся лекции по собственным материалам «Ислам в контексте мировой культуры» в форме специального курса. Как оценивает В. Садур, в последнем десятилетии XX века только Керимов был мусульманином, соблюдающим шариат, имеющим ученую степень.
По словам В. Садура, определяющим Керимова, Керимов не сводит к обычному европейскому праву шариат, так как имеет в нём (шариате) глубокие познания. Керимовым были опубликованы более 300 научных трудов и статей на следующих языках: русском, персидском, турецком, арабском, английском, азербайджанском и болгарском. Издавался в таких странах, как Великобритания, Франция, Иран, Тунис и других. Выделяются из его произведений «Шариат и его социальная сущность» (Москва, 1978 год), «Аль-Газали в суфизме» (Баку, 1969 год), «Учение о государстве и политике», «Ислам — закон жизни» (Москва, 1999 год) «Влияние ислама на Ближнем и Среднем Востоке», «Шариат — закон жизни мусульман. Ответы шариата на проблемы современности» (Санкт-Петербург, 2007 год).
В конце 1990-х — начале 2000-х гг. профессор Керимов Г. М. занимался исследованием роли ислама в современных мировых общественно-политических процессах, места исламской культуры в евразийской цивилизации, экологических аспектов мусульманской теологии и др. Он также продолжал интенсивно заниматься научно-исследовательской работой. В частности, расширил и существенно переработал главы монографии о шариате, дополнив её разделами, не принятыми в советские годы по идеологическим соображениям к публикации.
Сотрудничал с ЮНЕСКО. Автор около 400 работ.
Скончался 18 мая 2016 года в Москве. Похоронен в городе Гянджа (Азербайджан).

## Научные труды

### Статьи
- Керимов Г. М. Активизация ислама в странах Ближнего и Среднего Востока // Вопросы научного атеизма. Вып. 33. Религия и политика / Редкол. В. И. Гараджа (отв. ред.) и др.; Акад. обществ. наук ЦК КПСС. Ин-т научного атеизма. — М.: Мысль, 1985. — С. 265—274. — 303 с. — 22 700 экз.
- Керимов Г. М. Суфизм: мистическая ветвь в исламе // Вопросы научного атеизма. Вып. 38. Мистицизм: проблемы анализа и критики / Редкол. В. И. Гараджа (отв. ред.) и др.; Акад. обществ. наук ЦК КПСС. Ин-т научного атеизма. — М.: Мысль, 1989. — С. 109—126. — 335 с. — 22 765 экз. — ISBN 0321-0847.